# Província eclesiàstica Tarraconense
|  | Aquest article tracta sobre la província eclesiàstica. Vegeu-ne altres significats a «Tarraconense (desambiguació)». |

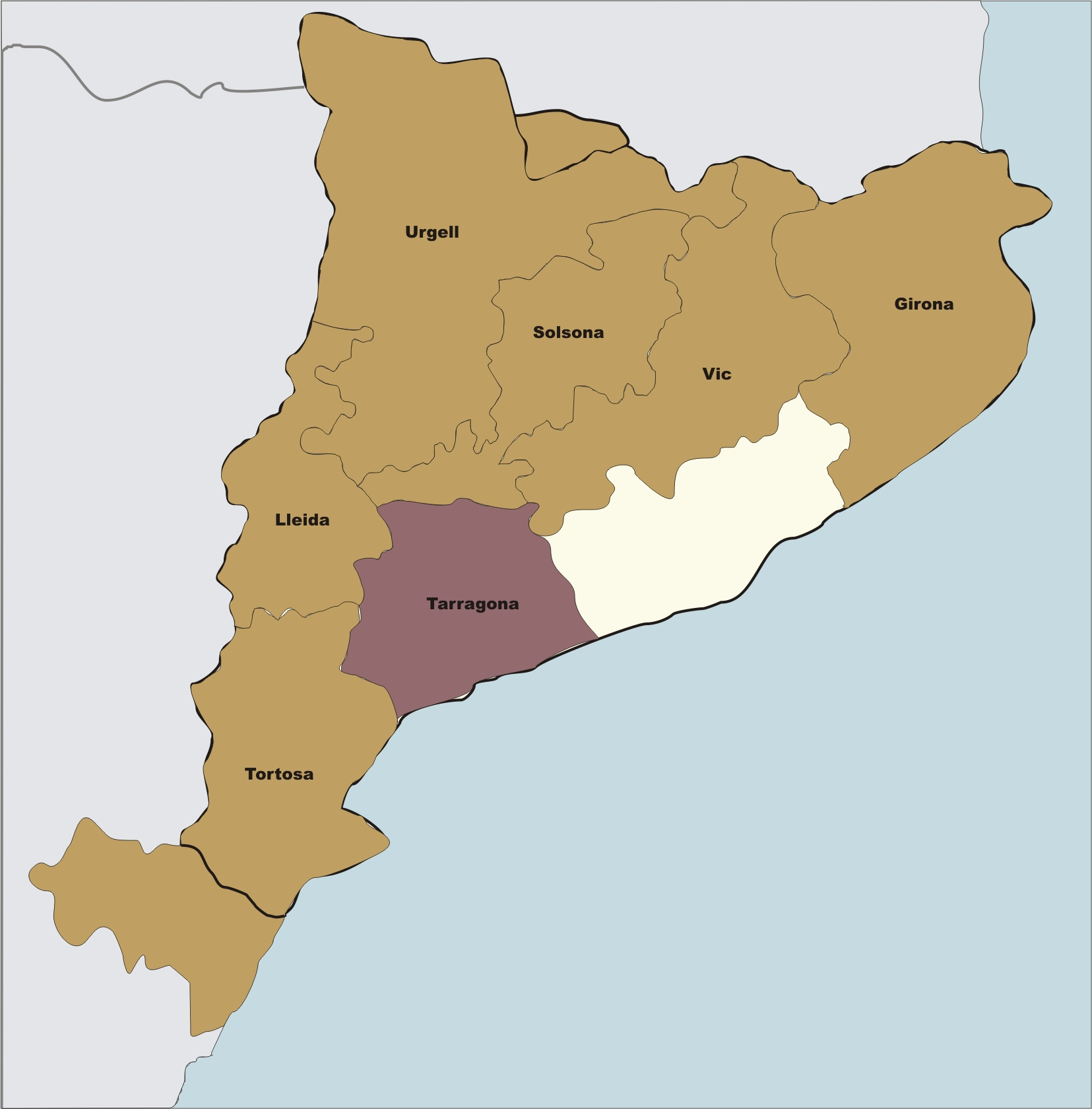
Mapa de la Província eclesiàstica Tarraconense

La Província eclesiàstica Tarraconense és una demarcació territorial eclesiàstica basada en l'antiga província romana civil de la Tarraconense. Es va anar perfilant durant els segles IV, V i VI, però va ser el papa Lleó el Gran, l'any 417, qui va establir una organització eclesiàstica inspirada en l'estructura administrativa de l'imperi romà, amb províncies liderades pels metropolitans i diòcesis presidides per bisbes, tal com es coneix actualment.

## Capitalitat de Tarragona
La capitalitat eclesiàstica de Tarraco es deu a diverses circumstàncies:
- La seva prestància en temps de l'imperi romà, que va donar nom a la província hispana Tarraconensis, de la qual va ser capital.
- El testimoni martirial del bisbe de Tàrraco, Fructuós, cremat viu a l'amfiteatre de la ciutat junt amb els seus dos diaques, l'any 259.
- La tradició sobre l'origen apostòlic de l'Església de Tarragona, que hauria rebut de l'apòstol Pau el primer anunci de la fe cristiana.
- Relacionat amb la memòria de sant Pau, el culte a la seva deixebla Tecla, que es va iniciar a la ciutat després de la invasió sarraïna.

## Història
El bisbe de Tarragona Titianus és el primer bisbe d'Hispània anomenat metropolità. Ell va convocar el primer concili provincial de la Tarraconense (any 419). Després de la violenta invasió dels àrabs a les nostres terres, l'Església de Tàrraco va restar impossibilitada per exercir la seva funció metropolitana, i els bisbats de l'antiga província eclesiàstica Tarraconense van passar a dependre provisionalment de l'arquebisbe metropolità de Narbona, mentre Tarragona no fos alliberada del domini àrab i posada sota l'imperi franc.
L'any 1089, Tarragona, que havia restat abandonada durant un segle com a espai fronterer entre els dos dominis —el franc i el sarraí—, inicia la seva repoblació dins el procés conegut com la reconquesta del domini musulmà. Aconseguida aquesta nova situació, el papa Urbà II, amb la butlla Inter primas Hispaniarum urbes, d'1 de juliol de 1091, va restituir a Tarragona la seu arquebisbal amb la seva antiga dignitat eclesiàstica metropolitana, i va nomenar primer arquebisbe de l'arxidiòcesi restaurada el bisbe de Vic, Berenguer Sunifred de Lluçà.
A aquesta seu van ser encomanades les diòcesis que, ja alliberades de la dominació musulmana o en procés d'ésser-ne, havien pertangut a l'antiga província eclesiàstica Tarraconense. La restauració de la seu metropolitana de Tarragona va ser obra de les llargues i complexes negociacions del referit bisbe de Vic prop del Papa i d'altres instàncies eclesiàstiques i polítiques. Després de la mort de Berenguer Sunifred, la seu de Tarragona va restar vacant (entre 1099 i 1117), fins que en va ser nomenat nou arquebisbe metropolità el bisbe de Barcelona, Oleguer.

## Organització territorial
Actualment. Datació de la primera referència documentada (que en alguns casos pressuposa un origen anterior d'impossible datació) de les diòcesis que actualment formen la província eclesiàstica Tarraconense: Tarragona (259), Girona (397-400), Lleida (419), Tortosa (516), Vic (516), Urgell (527), Solsona (1597).
En altres temps. Altres diòcesis que al llarg de la història havien format part de la província eclesiàstica Tarraconense: Egara, Empúries, Menorca, Mallorca, Eivissa, València, Roses, Osca, Saragossa, Tarazona, Calahorra, Pamplona, Oca (Burgos), Amaia i Segia (Vall de l'Ebre), Alessanco o Alisana (Rioja), Elna, Barcelona.

## Conferència Episcopal Tarraconense
La Conferència Episcopal Tarraconense (CET) és l'agrupació dels bisbes de la Província eclesiàstica Tarraconense amb la Província eclesiàstica de Barcelona, que es va constituir el 1969. En concret, inclou els arquebisbats de Tarragona i Barcelona, així com els bisbats de Girona, Lleida, Vic, Tortosa, Urgell, Solsona, Terrassa i Sant Feliu. El president de la CET és l'arquebisbe de Tarragona. És la solució adoptada per les diòcesis catalanes per tal de poder actuar conjuntament, ja que teòricament tant la província eclesiàstica Tarraconense, com la de Barcelona, haurien de donar comptes de manera separada i individual a la Conferència Episcopal Espanyola.
La Conferència Episcopal Tarraconense està a l'espera de l'aprovació, per part de la Santa Seu, de la Regió Eclesiàstica Tarraconense, que donarà personalitat jurídica conjunta a les deu diòcesis catalanes, en compliment a allò que es demanava en la resolució n. 142 del Concili Provincial Tarraconense, celebrat el juny del 2005. Aquesta resolució demanava trobar "d'acord amb la Conferència Episcopal Espanyola, la corresponent solució jurídica, amb vista a una acció evangelitzadora i pastoral més eficaç i a una presència eclesial més significativa a Catalunya, bo i mantenint la relació institucional amb la Conferència Episcopal Espanyola".